# Pavel Chaloupka
Pavel Chaloupka (Most, 4 maggio 1959 – Chomutov, 23 maggio 2025) è stato un calciatore e allenatore di calcio cecoslovacco, di ruolo centrocampista.

## Carriera

### Calciatore
Cresciuto nelle giovanili del CHZ Litvínov, esordì nel 1977 nel Teplice, totalizzando alla fine della stagione 1977-78 venti presenze. Dopo aver disputato una stagione con il VTJ Tábor e il Dukla Praga, nel 1980 Chaloupka approdò nei Bohemians di Praga in cui acquisì notorietà arrivando, nel 1981, ad ottenere la prima convocazione in nazionale. Rimase nel team di Praga fino al 1988, vincendo nella stagione 1982-83 sia il campionato, sia il titolo di capocannoniere del torneo, dopodiché approdò in Bundesliga tra le file del Fortuna Düsseldorf, con cui disputò due stagioni.
Concluse la sua carriera di calciatore nella NOFV-Oberliga (la massima divisione calcistica della Germania Est) con una stagione nel F.C. Berlin. Dal 1981 fino al 1987 Chaloupka fu convocato in nazionale totalizzando venti presenze e due gol (di cui uno segnato alla nazionale italiana durante un match del girone di qualificazione al campionato europeo del 1984), disputando il campionato mondiale di calcio del 1982.

### Allenatore
Al termine della sua carriera nel calcio giocato Pavel Chaloupka ricoprì incarichi nei settori tecnici di alcune squadre, tra cui il SIAD Most, di cui divenne allenatore della squadra delle riserve nella stagione 2004-05, e il Chmel Blšany, squadra per cui attualmente lavora come vice allenatore.

## Palmarès

### Giocatore

#### Club
- Campionato cecoslovacco: 1

Bohemians ČKD Praga: 1982-1983

#### Individuale
- Capocannoniere del campionato cecoslovacco: 1

1982-1983 (17 gol)